# Liste der Baudenkmäler in Bergheim-Mitte
Die Liste der Baudenkmäler in Bergheim-Mitte enthält die denkmalgeschützten Bauwerke auf dem Gebiet von Bergheim-Mitte in Nordrhein-Westfalen (Stand: April 2010). Diese Baudenkmäler sind in der Denkmalliste der Stadt Bergheim eingetragen; Grundlage für die Aufnahme ist das Denkmalschutzgesetz Nordrhein-Westfalen (DSchG NRW).

| Bild                                                                | Bezeichnung                                                         | Lage                                    | Beschreibung | Bauzeit            | Denkmal- nummer | Eintragung Aktenzeichen  |
| ------------------------------------------------------------------- | ------------------------------------------------------------------- | --------------------------------------- | --- | ------------------ | --------------- | ------------------------ |
| weitere Bilder                                                      | Jüdischer Friedhof                                                  | Bethlehemer Straße Lage                 | Der Jüdische Friedhof Bergheim befindet sich an der Ecke Bethlehemer Straße / Schützenstraße und ist von einer Backsteinmauer eingefasst. Die Anlegung des Friedhofes wurde notwendig, da der alte Friedhof auf dem Knüchelsdamm im Jahre 1861/62 belegt war. Der Friedhof wurde von der jüdischen Gemeinde bis zum Jahre 1933 benutzt. Heute befinden sich dort noch etwa 50 Grabsteine. Die Stelen (Grabsäulen) sind zumeist einfacher Form mit Rundbogen- oder Giebelabschluss. Zwei Stelen aus Andesit mit rundbogigem Abschluss stammen aus dem 17./18. Jahrhundert. | etwa ab 1862       | 41              | 13. Juli 1989 AZ: 100    |
| weitere Bilder                                                      | Historisches Rathaus                                                | Bethlehemer Straße Lage                 | 2-geschossiges, verputztes Rathausgebäude mit Mansarddach, einseitig 2-flügelige spätere Anschlussbebauung; zur Bahnstraße niederer Trakt mit polygonalem Eingangserker mit geschweifter Haube und einem weiteren, seitlichen, 2-achsigen Gebäudeteil; Ratssaal im OG kenntlich durch 4 hochrechteckige, gleichmäßig aufgereihte Fenster mit verbindendem Sohlbankgesims und einem profilierten Rahmen; die übrigen Rechteckfenster teilweise gruppiert, der Eingang rundbogig mit vorliegender Freitreppe, originalem Türblatt und einem liegenden Ovalfenster oberhalb des Sturzes; an der Bethlehemer Straße Dachausbau mit Uhr, Reste der originalen Fenstervergitterung erhalten; ebenso Originalgeländer an der Freitreppe. | 1909–1911          | 103             | 21. Mai 1992 AZ: 185     |
| Wegekreuz                                                           | Wegekreuz                                                           | Füssenichstraße/Ecke Neußer Straße Lage | 1834 inschriftlich datiert; etwa 3,5 Meter hoch, gestufter Sockel mit abschließendem Kragstein und Sakramentskonsole, darauf Schaft mit Inschriftfeld, darüber neueres Kruzifix, dessen Korpus nicht mehr vorhanden ist; Sockel und Schaft aus Sandstein, Kruzifix mit neueren Bearbeitungsspuren; Inschrift: „Zur Erinnerung an die Heilige Mission in Bergheim im Mai 1894“. |                    | 62              | 14. Mai 1990 AZ: 119     |
| Bildstock                                                           | Bildstock                                                           | Giersbergstraße/Ecke Grüner Weg Lage    | 18. Jh; Stark beschädigter Bildstock aus Sandstein, etwa 2,5 Meter hoch, auf einem Sockelaufsatz mit rechteckiger Nische, darüber Giebel mit abschließendem, reliefiertem Kruzifix; Unterhalb der Nische sind noch ein verwitterter Wappenstein und eine Inschrift erkennbar; die Nische hat einen profilierten Rahmen. | 18. Jahrhundert    | 63              | 6. Juni 1990 AZ: 120     |
| weitere Bilder                                                      | Georgskapelle                                                       | Hauptstraße 67 Lage                     | | 14. Jahrhundert    | 25              | 10. Nov. 1988 AZ: 59     |
| Statue Heiliger Nepomuk                                             | Statue Heiliger Nepomuk                                             | Hauptstraße (Fußgängerzone) Lage        | Hl. Johann Nepomuk auf der Erftbrücke, Standbild und Sockel 1950 erneuert, mit übertragener Inschrift von 1729: S.IOANNES NEPOMUCENUS. TRANSEUNTIBUS IN SUBSIDIUM; FAMAM PERICVLANTIBVS IN REFUGIUM, TRISTIBUS IN SOLATIVM, INHABITANTIBUS IN PATROCINIVM ROGANT (folgendes als Chronogramm:) ET PATRONO SVO PONVNT IOANNES IOSEPHVS PETRUS SOVRDR ET ISABELLA CATHARINA HARTMANS (1729). 1934 von Frevlern geschändet, im Kriege zerstört, dann wieder errichtet als Mahnmal zum Frieden 1950. | 1729               | 140             | 1. Juli 1993 AZ: 226     |
| Zum Herzog von Wellington                                           | Zum Herzog von Wellington                                           | Hauptstraße 40 Lage                     | Zweistöckiger Putzbau über Keller (einstiger Brauereikeller) mit Traufseite von fünf Achsen zur Straße. Im Keller 2 Gewölbe aus der Zeit um 1400. Eine Vortreppe führt zum Eingang in der mittleren Achse, der ebenso wie die Fenster mit profilierter Einrahmung eingefasst sind. Doppelflügelige verzierte Haustür. |                    | 28              | 25. Jan. 1989 AZ: 70     |
| St. Josefshaus                                                      | St. Josefshaus                                                      | Hauptstraße 69 Lage                     | „Zweistöckiger Putzbau von 6 Achsen mit Mansarddach, Winkelanlage westlich an die Georgskapelle anschließend, Pilastergliederung um 1880, wohl mit älterem Kern. Rundbogige Toreinfahrt mit Hausteinfassung, IHS-Zeichen im Scheitel 18. Jahrhundert.“ Rheinisches Amt für Denkmalpflege: „Das Objekt ist im Kern dem 18. Jahrhundert zugehörig und in der aufwendigen Fassadengestaltung der Zeit um 1880 prägender Bestandteil des Altstadtbezirks Bergheim.“ |                    | 1               | 24. Jan. 1983 AZ: 1      |
| Das Haus der Revolutionäre                                          | Das Haus der Revolutionäre                                          | Hauptstraße 71 Lage                     | Zweistöckiger geschlämmter Backsteinbau, unregelmäßig vierachsig, seitlich Treppengiebel. Doppelläufige Vortreppe zum Eingang mit verkröpftem Hausteinrahmen. Das Gebäude datiert aus der 2. Hälfte des 17. Jahrhunderts. Ende des 19. Jahrhunderts durch die Vereinigung von zwei Altbauten umgebaut. An der Vorderfront befindet sich ein schmiedeeisernes Aushängeschilde mit heraldischem Löwen an reich mit Rankenwerk verziertem Arm mit der Aufschrift „Apotheke“. | 13. Jahrhundert    | 15              | 25. Mai 1987 AZ: 23      |
| Die Arche                                                           | Die Arche                                                           | Hauptstraße 87 Lage                     | Zweistöckiges Traufenhaus von 6 Achsen mit Pilastergliederung über Keller, 2. Hälfte 19. Jahrhundert | 19. Jahrhundert    | 2               | 24. Jan. 1983 AZ: 2      |
| Bartholomäus-Ehlen-Haus                                             | Bartholomäus-Ehlen-Haus                                             | Hauptstraße 89 Lage                     | „Schlichter Putzbau, zweigeschossig mit drei Achsen über Keller, Fenster und Tür mit Hausteinrahmung, Vortreppe mit Beischlag, doppelflüglige Holztür. Zweite Hälfte 18. Jahrhundert, 1957 instand gesetzt.“ | 18. Jahrhundert    | 3               | AZ: 3                    |
| Over-Haus                                                           | Over-Haus                                                           | Hauptstraße 91 Lage                     | Zweistöckiger Putzbau über Keller mit Traufseite von fünf Achsen zur Straße und Mansarddach. Ende 18. Jahrhundert Stuckverzierungen, Ende 19. Jahrhundert Tür mit Vortreppe, flachbogige Tordurchfahrt. | 18. Jahrhundert    | 7               | 26. Okt. 1983 AZ: 7      |
| Cafè Klatsch                                                        | Cafè Klatsch                                                        | Hauptstraße 93 Lage                     | Dreistöckiger Putzbau von drei Achsen, Eingang mit Beischlagt. 1. Hälfte 19. Jahrhundert Tür 1952 erneuert. | 19. Jahrhundert    | 8               | 26. Okt. 1983 AZ: 8      |
|                                                                     |                                                                     | Hauptstraße 95 Lage                     | Kleines zweistöckiges Fachwerkhaus mit acht Gefachen an der Traufseite 1. Hälfte 19. Jahrhundert Tür und Fenster erneuert. | 19. Jahrhundert    | 9               | 26. Okt. 1983 AZ: 9      |
| Bild gesucht BW                                                     |                                                                     | Hauptstraße 96 Lage                     | (siehe Haus Nr. 100) |                    | 39              | 10. Juli 1989 AZ: 56     |
| Bild gesucht BW                                                     | Landrats- und Bürgermeisterhaus                                     | Hauptstraße 97 Lage                     | Bei dem Gebäude handelt es sich um einen zweigeschossigen Putzbau von sechs Achsen mit einem Mansarddach. Eine dreistufige Vortreppe führt zur reichverzierten Oberlichttür mit Wappen im Scheitel. Die Fensterrahmen aus Andesit sind mit Muschelwerkkartuschen im Scheitel der Flachböden verziert, über dem Erdgeschoss befindet sich in Ankersplinten die Aufschrift AN(N)O 1769. | 1769               | 20              | 9. Feb. 1988 AZ: 75      |
| Bild gesucht BW                                                     | Knabenpensionat                                                     | Hauptstraße 98 Lage                     | (siehe Haus Nr. 100) | 17. Jahrhundert    | 39              | 10. Juli 1989 AZ: 56     |
| Rotes Haus                                                          | Rotes Haus                                                          | Hauptstraße 99 Lage                     | Bei dem im Kern Anfang des 17. Jahrhunderts erbauten Gebäude handelt es sich um das sogenannte „Rote Haus“. Der stattliche dreigeschossige Backsteinbau mit vier Achsen ist rot geschlämmt und teilweise mit zwei Tonnengewölben unterkellert. Eine rundbogige Toreinfahrt führt zu einem umschlossenen Innenhof. Über der Einfahrt befindet sich ein nachträglich angebrachter Balkon auf Konsolen mit Löwenköpfen und Bandwerk. Die Eingangstür und die Fenster, beide mit Hausteinrahmen eingefasst, sind größtenteils verändert. An der Westseite des Gebäudes befindet sich ein geschweifter Staffelgiebel. | 17. Jahrhundert    | 21              | 9. Feb. 1988 AZ: 67      |
|                                                                     |                                                                     | Hauptstraße 100 (96, 98, 100) Lage      | Bei dem Gebäude handelt es sich um einen stattlichen, 2-geschossigen Putzbau von sieben Achsen mit einem Mansarddach. Eine doppelläufige Freitreppe führt zur mittleren Tür, über der sich ein Allianzwappen Franz Theodor Hertmanni und Anna Maria Kruft befindet. Das Gebäude ist ein repräsentativer Baukörper aus der 2. Hälfte des 18. Jahrhunderts | 18. Jahrhundert    | 39              | 10. Juli 1989 AZ: 56     |
| Haus Bittner                                                        | Haus Bittner                                                        | Hauptstraße 106 Lage                    | Ältestes noch bestehendes Wohnhaus. Bei dem Gebäude Hauptstraße 106 handelt es sich um ein zweigeschossiges Giebelhaus aus verputztem Backstein; im Kern spätgotisch, 1. Hälfte des 16. Jahrhunderts, durch drei gestaffelte Blenden gegliedert und mit Ansätzen übereck gestellter Fialen an den Kanten. Der Giebel besteht aus gestaffelten Rundungen, welche in der 2. Hälfte des 17. Jahrhunderts erneuert wurden. Aus dieser Zeit stammt auch der Oberlichteingang mit geteilter aufgedoppelter Holztür. | 16. Jahrhundert    | 26              | 10. Nov. 1988 AZ: 40     |
| Schalt- und Trafohaus                                               | Schalt- und Trafohaus                                               | Heerstraße 48 Lage                      | Die Anlage entstand 1936. Die Schaltstation ist eine Kombination aus Turmbau und Halle. Der Backsteinturm ist mit einem Walmdach gedeckt. Das Dach ist leicht überstehend auf einem vorkragenden Traufgesims aus Beton angeordnet. Die Dachdeckung erfolgte in Moselschiefer. Der Turmkopf im oberen Bereich diente zum Ein- und Auslass der Stromleitungen. Die ehemaligen Öffnungen sind unter der Traufe noch erkennbar. Sie sind heute aber mit zurückliegendem Mauerwerk zugemauert oder mit Lamellen geschlossen. Im Erdgeschoss des Turmbaus standen die mit schmalen Zellentrennwänden voneinander abgegrenzten Schaltkabinette mit vorgelagerten Trennschaltern. Die ehemaligen Zugänge, darunter auch der Hauptzugang sind flächig zugemauert. Rückwärtig entstand zur Bauzeit 1936 ein Anbau für die Transformatoren. | 19. Jahrhundert    | 253             | 29. Mai 2007 AZ: 316     |
| weitere Bilder                                                      | Katholische Pfarrkirche St. Remigius                                | Kirchstraße Lage                        | Die Geschichte der Kirche lässt sich bis in die 2. Hälfte des 12. Jahrhunderts zurückverfolgen. Vom heute bestehenden Bau gehören als älteste Teile das östliche Querhaus, der halbrunde Chor und die beiden, den Chor flankierenden Türme der spätromanischen Kirche des 12. Jahrhunderts an. Gegen Ende des 15. Jahrhunderts wurde das vorherige Langhaus durch eine dreischiffige spätgotische Stufenhalle ersetzt. Der 1748 eingestürzte Westturm wurde 1758 unter Anschluss an die frühere Bauform neu errichtet. Mitte des 19. Jahrhunderts erfolgte eine Erhöhung des Turmes. | 1175               | 19              | 10. Nov. 1987 AZ: 55     |
| Kirchhof an der Katholischen Pfarrkirche St. Remigius inkl. Kapelle | Kirchhof an der Katholischen Pfarrkirche St. Remigius inkl. Kapelle | Kirchstraße Lage                        | |                    | 235             | 13. Sep. 1996 AZ: 211    |
| Pfarrhaus                                                           | Pfarrhaus                                                           | Kirchstraße 43 Lage                     | Um 1900; 2-geschossiges Backsteingebäude mit abgesetztem Sockel, in dem die stichbogigen Kellerfenster freiliegen; gedrungen L-förmiger Grundriss, Walm- und Satteldach; Straßenfront mit Walmdach, gegliedert durch einen flachen, seitlichen, übergiebelten Risalit; Seitenflügel mit Satteldach und einem durch spitzbogige Fenster und weit heruntergezogenem Treppenfries aufwendig gestalteten Blendgiebel; der hochrechteckige Eingang in profiliertem Gewände, mit stichbogigen Maßwerkoberlicht; Fenster durchweg stichbogig mit geschweiften Sohlbänken, durch gelbes Ziegelmaterial werden Kämpfer und Sohlbankgesimse sowie die Fensterstürze betont; OG-Fenster zusätzlich hervorgehoben durch Sohlbankfelder mit Flächenreliefs aus Formziegeln; die Fenster des straßenseitigen Risalites liegen im OG in spitzbogigen Blendfeldern und flankieren eine Nische, darin auf Konsole vollplastische Marienfigur, gusseiserne Verdachung; gestufte Traufzone mit Zahnschnitt, eine Dachgaube, Vorgarteneinfriedung aus Backstein. | 19. Jahrhundert    | 120             | 1. Sep. 1992 AZ: 178     |
| weitere Bilder                                                      | Kriegerdenkmal                                                      | Kirchstraße Lage                        | Das Kriegerdenkmal wurde nach 1871 errichtet. Das Material ist Muschelkalk. Aufbau des Kriegerdenkmales: Über zweistufigem Sockel Podest mit quadratischem Grundriss, in diesem zweifach nach innen gestuftes Feld mit Lorbeerkranz, darüber Aufsatz, vierseitig übergiebelt, an den Kanten gesenkte Fackeln; im Aufsatz rundbogig nach oben abgeschlossene Felder mit den Namen der Gefallenen aus den Kriegen 1866, 1870/71. Als Bekrönung wappenfeldgeschmückter Obelisk mit Helm und Bronzeadler. | 1872               | 251             | 18. Mai 2005 AZ: 314     |
| Haus Kirchstraße 18                                                 | Haus Kirchstraße 18                                                 | Kirchstraße 18 Lage                     | Das auf seiner Rückseite durch Ankerzahlen 1877 datierte Wohnhaus ist zweigeschossig mit zusätzlichem, durch ein flaches Gesims abgesetztem Drempelgeschoss, der Sockel ist abgesetzt, die Fenster des sehr tiefen Kellers haben Werksteingewände. Ecklisenen und traufseitig vier Achsen stichbogiger Fenster, ein Treppenfries am Giebeldreieck gliedern weiterhin den Bau. Der flachgedeckte Anbau, teilweise mit abschließender Dachterrasse, besitzt große rundbogige Fenster mit reliefierten Sturzrahmen und betonten Keilsteinen. Die straßenseitige Fassade erhält ihre ausgesprochene Mittelbetonung durch einen Zwerchgiebel mit rundbogigen Zwillingsfenstern. Das Türblatt des leicht außermittigen übergiebelten Einganges stammt aus der Bauzeit. | 1877               | 250             | 2. Juni 2000 AZ: 313     |
|                                                                     |                                                                     | Kirchstraße 122 Lage                    | 2-geschossiges Backsteingebäude mit integriertem Wirtschaftsteil, traufständig zur Straße liegend, beide Giebelseiten verputzt und fensterlos, 1-seitig Anschlussbebauung; Wohnteil, 4-achsig, stichbogiger Eingang mit Oberlicht, originalem Türblatt, vorliegender Freitreppe in der 2. Achse; Fenster durchweg stichbogig, geschweifte Sohlbänke und oberhalb der durch rotes Ziegelmaterial betonten Fensterstürze ein rechteckiger Blendrahmen mit abschließenden, in Blattform ausgebildeten Formziegeln reich gestufte Traufzone mit Zahnschnitt und Spitzbogenfries; die stichbogige Durchfahrt liegt im 2-achsigen Wirtschaftsteil, Sockel abgesetzt und verputzt, beidseitig des Einganges die Kellerfenster freiliegend; parallel zum Wohnhaus an der Rückseite ein großes Backsteinwirtschaftsgebäude, der Hof wird 1-seitig durch eine Backsteinmauer geschlossen. |                    | 121             | 1. Sep. 1992 AZ: 176     |
| Feuerwehrhaus                                                       | Feuerwehrhaus                                                       | Kirchstraße 124 Lage                    | Kurz nach 1920; 2-geschossiges, verputztes Gebäude mit Walmdach und einem seitlich angestellten, 4-seitigen Schlauchturm; die straßenseitige Langseite wird im EG durch die beiden, den Mitteleingang flankierenden Einfahrten eingenommen; die Schmalseiten zeigen freiliegendes Backsteinmauerwerk, Straßenfassade zusätzlich gegliedert durch ein Geschosstrennungsgesims; auffällig die originale Versprossung der Fenster und des Türblattes, auf dem Dach eine Dachgaube. | 19. Jahrhundert    | 106             | 9. Juni 1992 AZ: 175     |
| Wohnhaus                                                            | Wohnhaus                                                            | Neußer Straße 15 Lage                   | Fachwerkscheune bei dem Gebäude „Neußer Straße 15“ Um 1900 erbaut; Fachwerkscheune, rückwärtig parallel zum Wohnhaus liegend. | 19. Jahrhundert    | 107             | 9. Juni 1992 AZ: 180     |
| Scheune                                                             | Scheune                                                             | Neußer Straße 15 Lage                   | Fachwerkscheune um 1900 erbaut, rückwärtig parallel zum Wohnhaus liegend. | 19. Jahrhundert    | 211             | 10. Aug. 1995 AZ: 180000 |
| Wohnhaus                                                            | Wohnhaus                                                            | Neußer Straße 17 Lage                   | 1-geschossiges, völlig verputztes Wohnhaus, wahrscheinlich aus Fachwerk, mit seitlich anschließendem Wirtschaftstrakt, der fast gänzlich von der großen Einfahrt eingenommen wird; der hochrechteckige Eingang mit Holzgewände liegt in der Gebäudemitte, beidseitig je ein verändertes Rechteckfenster. | um 18. Jahrhundert | 114             | 19. Aug. 1992 AZ: 179    |
| Bild gesucht BW                                                     | Wegekreuz                                                           | Sanddornweg/Weidenweg Lage              | Material Sandstein, etwa 4 m hoch, gestuftes Podest, darauf Aufsatz mit Inschriftfeld, darüber Schaft mit rundbogiger Nische, nach allen 4 Seiten mit abschließenden Segmentgiebeln, Sakramentskonsole, darüber Kruzifix mit Kleeblattenden und Korpus; der Korpus beschädigt und unsachgemäß zusammengesetzt, das Inschriftfeld am Aufsatz mit Rundbogenfries als oberem Abschluss und floralem Relief; Inschrift: „Wohin auf Erden immer des Menschen Wege gehen, glückselig alle jene, die auf den Heiland sehn.“ und an der Rückseite, einfach eingraviert: „Zur höchsten Ehre Gottes errichtet von Gottfried Parttgen und Catharina Zillikens von Holztrop 1885.“ |                    | 175             | 15. Juni 1994 AZ: 222    |
| Votivkreuz am Friedhof St. Remigius                                 | Votivkreuz am Friedhof St. Remigius                                 | Kirchstraße Lage                        | 1906 (inschriftlich datiert) ca. 4 Meter hohes, aus gelb-rotem Sandstein gearbeitetes ehem. Prozessionskreuz. |                    | 263             | 4. März 2010 AZ: 211000  |
| weitere Bilder                                                      | Aachener Tor                                                        | Lage                                    | Das Aachener Tor entstand Anfang des 14. Jahrhunderts in Zusammenhang mit der Stadtwerdung und Stadtbefestigung Bergheims. Es schützte die Fernhandelsstraße Köln–Aachen. Das Aachener Tor gehört mit seinem zentralen zweigeschossigen Rechteckbau und dreiviertelrunden Türmen an den Außenecken zu den mächtigsten Stadttoren des Rheinlandes. Es diente im Mittelalter als Behausung des Pförtners, ab dem Jahre 1503 als Wohnung des Amtmannes, im 19. Jahrhundert als Gefängnis, später als Kreisheimatmuseum. | 14. Jahrhundert    | 14              | 11. Feb. 1987 AZ: 14     |
| Stadtmauer                                                          | Stadtmauer                                                          | Lage                                    | Die Stadtmauer des 14. und 15. Jh. ist auf weiten Strecken – wenn auch teilweise in späterer Erneuerung – noch erhalten, im Westen in Länge von etwa 200 m, im Norden 300 m, im Osten entlang der Erft ein Stück von etwa 40 m mit 13 inneren Bögen, im Süden ein weiteres von gleicher Länge, während von der Südmauer nur der Ansatz an der Westecke bewahrt ist. |                    | 255             | 17. Okt. 2007 AZ: 104    |